# Göte Bergerbrant
Göte Lennart Bergerbrant, född 23 juli 1929 i Häljarp, död 17 september 2008, var en svensk officer i Armén.

## Biografi
Bergerbrant blev fänrik i Armén 1953. Han befordrades till löjtnant 1955, till kapten 1964, till major 1971, till överstelöjtnant 1972, till överstelöjtnant med särskild tjänsteställning 1978, till överste 1981 och till överste av första graden 1984.
Bergerbrant inledde sin militära karriär i Armén vid Göta trängregemente (T 2). Bergerbrant övergick sedan en kort tid till tjänst som helikopterpilot vid Arméns helikopterskola i Boden och kom även att tjänstgöra som helikopterpilot i FN-tjänst i Kongo. Efter avslutad stabskurs vid Militärhögskolan blev Bergerbrant eneralstabsofficer vid Försvarsstaben, och tjänstgjorde åren 1972–1976 som vid Göta trängregemente (T 2), och 1976 som bataljonschef vid Norrlands trängregemente (T 3). År 1976 var Bergerbrant även militärassistent på Järnvägsstyrelsen. Åren 1976–1980 var han lärare vid Arméns underhållsskola (US). Åren 1980–1981 var han skolchef vid Arméns underhållsskola (US). Åren 1981–1984 var han byråchef vid Lantmäteriverket i Gävle. Åren 1984–1987 var han försvarsområdesbefälhavare för Västernorrlands försvarsområde (Fo 23) samt chef för Sollefteå armégarnison (SAG). Åren 1987–1989 var han chef för Västernorrlands regemente (I 21). Bergerbrant gick i pension och lämnade Försvarsmakten 1989.
Bergerbrant avled i Turkiet under en utlandsresa.